# یاسویوشی نارا
یاسویوشی نارا (انگلیسی: Yasuyoshi Nara؛ زادهٔ ۱۲ دسامبر ۱۹۸۲) بازیکن فوتبال اهل ژاپن است.
از باشگاه‌هایی که در آن بازی کرده‌است می‌توان به باشگاه فوتبال ماتسوموتو یاماگا و باشگاه فوتبال کونسادول ساپورو اشاره کرد.